# Minturn (Colorado)
Minturn is een plaats (town) in de Amerikaanse staat Colorado, en valt bestuurlijk gezien onder Eagle County.

## Demografie
Bij de volkstelling in 2000 werd het aantal inwoners vastgesteld op 1068.
In 2006 is het aantal inwoners door het United States Census Bureau geschat op 1132, een stijging van 64 (6,0%).

## Geografie
Volgens het United States Census Bureau beslaat de plaats een oppervlakte van
3,6 km², geheel bestaande uit land. Minturn ligt op ongeveer 2489 m boven zeeniveau.

## Plaatsen in de nabije omgeving
De onderstaande figuur toont nabijgelegen plaatsen in een straal van 32 km rond Minturn.